# Углы (Борисовский район)
Углы́ (бел. Вуглы́) — деревня в составе Пригородного сельского совета Борисовском района Минской области Белоруссии.

## Этимология
Такие названия часто встречались ещё в документах прошлых веков. В основе топонима «Углы» лежит та либо иная характеристика особенности поселения: например, застройка рассыпного типа, положение деревни и т. д.

## Географическое положение
Деревня расположена в 5 км на восток от города и железнодорожной станции Борисов, в 76 км от Минска. Рельеф местности равнинный, на запад от Углов протекает река Сха, приток р. Березины, с севера соединённая с мелиоративными каналами. Рядом с деревней расположен лес, граница с которым пролегает с юга и востока Углов. Транспортные связи осуществляются на трассе Р-53 Слобода - Новосады, которая пролегает недалеко от деревни. Деревня имеет общее с городом Борисовом автобусное сообщение -один маршрут заходит в деревню.
Главная улица Углов - Козловского, которая ориентирована с юго-востока на северо-запад, является прямолинейной. Часть застройки в деревне является прямоугольной, примыкая к главной улице с востока. Хозяйственный сектор расположен на северо-западе Углов.

## История
В 1858 году Углы представляли собой деревню в составе Бытчанской волости Борисовского уезда Минской губернии. В 1897 году деревня уже относилась к Лошницкой волости того же уезда.
В феврале — ноябре 1918 года Углы подверглись оккупации войсками кайзеровской Германии, в августе 1919 — мае 1920 года — войсками Польши. При этом с 1 января 1919 года входили в состав БССР, с февраля — в Литовско-Белорусскую ССР, с 31 июля 1920 года — опять в состав БССР. С 20 августа 1924 года деревня относилась к Неманицкому сельсовету, с 18 января 1931 года — Пригородному сельсоветам Борисовского района. 20 февраля 1938 года Углы вошли в состав Минской области.
Во время Великой Отечественной войны Углы были оккупированы немецко-фашистскими войсками с начала июля 1941 года по 30 июня 1944 года. В период оккупации в деревне 5 жителей, при этом ещё 1 человек был вывезен в Германию на принудительные работы. 12 жителей погибли на фронте и во время партизанской деятельности.
В 1968 году в Углах начал свою деятельность Борисовский завод строительных деталей. По данным 2010 года, здесь располагались также строительная организация ОАО «ПМК-16-Агро», фельдшерско-акушерский пункт, магазин, клуб, ГУО "Углянский ясли-сад Борисовского района" ,  авторынок г. Борисова, ОДО "Комирус- Техно", ЗАО «ВиндоВуд», АвтоСервис (СТО) BOSH, ДСУ № 25 ОАО Дорожно-строительный трест № 5 г. Борисова. До 2004 года в деревне  работала начальная школа. 
В деревне имеется древнее католическое кладбище, которому более двухсот лет, на котором располагается небольшой католический приход, принадлежащий  ордену марьянов и относящийся к костёлу Рождества Пресвятой Девы Марии (Борисов)

## Достопримечательности
В 1967 году в центре деревни в сквере, чтобы почтить память 12 погибших в годы войны земляков (как партизан, так и фронтовиков), был установлен обелиск.

## Население
- 1858 год — 15 жителей[1]
- 1897 год — 73 человека, 6 дворов[1]
- 1917 год — 113 человек, 16 дворов[1]
- 1960 год — 349 человек[1]
- 1988 год — 1127 человек, 381 хозяйство[1]
- 2003 год — 153 человека, 28 хозяйств[1]
- 2008 год — 1509 человек, 489 хозяйств[1]

## Комментарии
1. ↑  Название и ударение даны по: Назвы населеных пунктаў Рэспублікі Беларусь: Мінская вобласць: нарматыўны даведнік / І. А. Гапоненка і інш.; пад агул. рэд. В. П. Лемцюговай. — Минск: Тэхналогія, 2003. — С. 83. — 605 с. — ISBN 985-458-054-7.